# Chriodes incarinatus
Chriodes incarinatus är en stekelart som beskrevs av Kusigemati 1983. Chriodes incarinatus ingår i släktet Chriodes och familjen brokparasitsteklar. Inga underarter finns listade i Catalogue of Life.